# ТГМ20/ТГМ21
ТГМ20-001, інше позначення ТГМ21-001 (після доопрацювань) — дослідний радянський маневровий двовісний тепловоз, випущений Муромським тепловозобудівним заводом 1959.

## Історія
ТГМ20 є спробою створити тепловоз, який посів би проміжну нішу між тепловозами ТГМ1  (потужність двигуна 400 к.с.) і ТГК (потужність двигуна 150 к.с.). Конструктивно він був уніфікований з ТГМ1, який на той час випускав Муромський завод, але мав дванадцятициліндровий дизельний двигун 1Д12 потужністю 300 к.с. при частоті обертання вала 1500 об/хв (на ТГМ1 був встановлений 1Д12-400 потужністю 400 к.с.), такий же як на тепловозах-електростанціях МЕС. У порівнянні з ТГМ1, ТГМ20 був на 12 тонн легше і на 1570 мм коротше, а також мав на 300 мм менш жорстку колісну базу, що дозволяло йому ефективніше вписуватися в криві. В тяговій гідравлічній передачі, порівняно з ТГМ1, було змінено передатне число режимної коробки на маневровому режимі, яке тепер становило (31:22)×(31:22)=1,985 (на ТГМ1 — 2,026).
Згодом на ТГМ20 встановили новий двигун — 1Д12-400 потужністю 350 к.с. при частоті обертання вала 1550 об/хв, після чого тепловоз отримав нове позначення — ТГМ21-001. Серійного виробництва не було розпочато, найбільш ймовірно через завантаження Муромського заводу випуском тепловозів ТГМ1, згодом ТГМ23, а також з переходом Калузького машинобудівного заводу на випуск нових потужніших тепловозів ТГК2.